# 張瑋純
張瑋純（英文名：1984年1月26日—），屬於凱渥模特兒經紀公司旗下的模特兒，曾到香港參選2011年亞洲小姐競選，入選最後12強。

## 影視作品

### 電影
- 殺手歐陽盆栽（九把刀）
- 新加坡電影 決議案
- 溺
- 孝子

### 電視劇
- POINT OF ENTRY（英文劇）
- 2015年 軍官·情人
- 2017年 不懂撒嬌的女人

### 節目
- 2017年 不懂撒嬌的女人遇上香港小姐

## 廣告
- DHC 防曬乳
- LOREAL阮經天保養系列
- 利邦漆 油漆
- BENZ 汽車
- 三菱汽車

## 雜誌
- VOGUE
- GQ
- FASHION QUEEN
- BAZAAR [時尚芭莎]
- FHM COVER
- 新娘髮型書
- 汽車百科雜誌
- 美麗佳人

## 品牌活動
- MAC彩妝
- 美麗佳人彩妝
- 高絲彩妝秀
- 斐瑟髮型秀
- ADIDAS SHOW

## 平面目錄
- JEEP型錄
- LEE
- BIG TRAIN

## 外部連結
- 張瑋純Mico的Facebook專頁
- 張瑋純mico的新浪微博
- 張瑋純的Instagram帳戶